# Richard Myers
Richard Bowman Myers (1 de marzo de 1942) es un general de cuatro estrellas retirado de la Fuerza Aérea de los Estados Unidos que fue el decimoquinto Presidente del Estado Mayor Conjunto de los Estados Unidos y el decimocuarto presidente de la Universidad Estatal de Kansas. Como presidente, Myers fue el oficial uniformado de mayor rango de las fuerzas militares de Estados Unidos.
Myers se convirtió en el presidente del Estado Mayor Conjunto el 1 de octubre de 2001. Como tal, fue el principal asesor militar del Presidente, del Secretario de Defensa y del Consejo de Seguridad Nacional durante las primeras fases de la Guerra contra el Terrorismo, incluida la planificación y ejecución de la Invasión de Irak de 2003. El 30 de septiembre de 2005 se retiró y le sucedió el General Peter Pace. Su carrera en el Ejército del Aire incluyó puestos de mando operativo y de liderazgo en diversas misiones conjuntas y del Ejército del Aire.
Myers comenzó a ejercer como presidente interino de la Universidad Estatal de Kansas a finales de abril de 2016, y fue anunciado como presidente permanente el 15 de noviembre de 2016. El 24 de mayo de 2021, Myers anunció que se retiraría de sus funciones como Presidente de la Universidad Estatal de Kansas, y que su último día sería el 11 de febrero de 2022. Le sucedió el presidente Richard Linton, antiguo decano de la Facultad de Agricultura y Ciencias de la Vida de la Universidad Estatal de Carolina del Norte, el 14 de febrero de 2022.

## Primeros años
Myers nació en Kansas City, Misuri. Su padre tenía una ferretería y su madre era ama de casa. Se graduó en el Instituto Shawnee Mission North en 1960. Se graduó en la Universidad Estatal de Kansas (KSU) con una licenciatura en ingeniería mecánica en 1965, donde fue miembro de la fraternidad Sigma Alpha Epsilon. Fue comisionado por el Destacamento 270 del Cuerpo de Entrenamiento de Oficiales de la Reserva de la Fuerza Aérea en KSU. Se graduó en la Universidad de Auburn en Montgomery con una Maestría en Administración de Empresas en 1977. Myers ha asistido a la Escuela de Mando y Estado Mayor del Aire en la Base Aérea de Maxwell (Alabama), a la Escuela de Guerra del Ejército de los Estados Unidos en Carlisle Barracks (Pensilvania) y al Programa para Altos Ejecutivos en Seguridad Nacional e Internacional de la Escuela de Gobierno John F. Kennedy de la Universidad de Harvard.
Myers ingresó en la Fuerza Aérea de los Estados Unidos en 1965 a través del programa del Cuerpo de Formación de Oficiales de la Reserva. Recibió formación como piloto de 1965 a 1966 en la base aérea de Vance, Oklahoma. Myers es un piloto de mando con más de 4.100 horas de vuelo en el T-33 Shooting Star, C-37, C-21, F-4 Phantom II, F-15 Eagle y F-16 Fighting Falcon, incluyendo 600 horas de combate en el F-4. Durante su mandato como Jefe del Estado Mayor Conjunto, Myers voló a menudo en solitario aviones oficiales como el Gulfstream C-37A y el C-37B durante los viajes oficiales. Según su autobiografía de 2009 (Eyes on The Horizon: Serving on the Front Lines of National Security), "uno de los placeres que tuvo tanto como Jefe del Estado Mayor Conjunto como Vicepresidente del Estado Mayor Conjunto fue poder volar a veces en sus viajes requeridos y seguir siendo piloto".

## Comandante y Vicepresidente del Estado Mayor Conjunto
De noviembre de 1993 a junio de 1996, Myers fue Comandante de las Fuerzas de los Estados Unidos en Japón y de la Quinta Fuerza Aérea en la Base Aérea de Yokota, Japón, y de julio de 1996 a julio de 1997 Myers fue Asistente del Jefe del Estado Mayor Conjunto en El Pentágono. Myers recibió su cuarta estrella en 1997 cuando fue nombrado comandante en jefe de las Fuerzas Aéreas del Pacífico. Dirigió las Fuerzas Aéreas del Pacífico en la Base de la Fuerza Aérea Hickam, en Hawái, de julio de 1997 a julio de 1998. De agosto de 1998 a febrero de 2000, Myers fue comandante en jefe del NORAD y del Mando Espacial de los Estados Unidos; comandante del Mando Espacial de las Fuerzas Aéreas; y director del Departamento de Defensa del sistema de apoyo a la contingencia del transporte espacial en la base aérea de Peterson, Colorado. Como comandante, Myers fue responsable de la defensa de Estados Unidos mediante operaciones espaciales y de misiles balísticos intercontinentales.
Tras el nombramiento del General Joseph Ralston como Comandante supremo aliado en Europa, Myers fue nombrado por el presidente Bill Clinton para suceder a Ralston como Vicepresidente del Estado Mayor Conjunto en febrero de 2000. Asumió sus funciones el 29 de febrero de 2000. Como vicepresidente, Myers fue presidente del Consejo de Supervisión de Requisitos Conjuntos, vicepresidente del Consejo de Adquisiciones de Defensa y miembro del Comité de Suplentes del Consejo de Seguridad Nacional y del Consejo de Armas Nucleares. Además, actuó para el Presidente en todos los aspectos del Sistema de Planificación, Programación y Presupuestación, incluyendo la participación en la Junta de Recursos de Defensa.
En agosto de 2001, un año después de asumir el cargo de Vicepresidente del Estado Mayor Conjunto, el presidente George W. Bush nombró a Myers como próximo Jefe del Estado Mayor Conjunto. Myers fue el primer vicepresidente de la Junta de Jefes de Estado Mayor en ser nombrado presidente, desde que la función se estableció en 1987 tras la promulgación de la Ley Goldwater-Nichols de 1986.

### Atentados del 11 de septiembre
En la mañana del 11 de septiembre de 2001, Myers se encontraba en el Capitolio para reunirse con el senador de Georgia Max Cleland para sus llamadas de cortesía programadas antes de sus audiencias de confirmación en el Senado para ser el próximo Jefe del Estado Mayor Conjunto. Mientras esperaba al senador, Myers vio en una cadena de televisión de noticias en el despacho exterior del senador Cleland que un avión acababa de impactar contra la Torre Norte del World Trade Center. Unos minutos más tarde, Myers fue informado por su ayudante militar, el capitán Chris Donahue, del avión secuestrado que acababa de chocar contra la segunda torre del World Trade Center. Más tarde, el general Ralph Eberhart, comandante en jefe del Mando de Defensa Aeroespacial de América del Norte, logró ponerse en contacto con Myers y le informó de la situación de secuestro reciente. Myers abandonó entonces inmediatamente el Capitolio para dirigirse de nuevo al Pentágono, donde le informaron de que esta vez otro avión comercial acababa de chocar con la parte occidental del Pentágono. Durante la crisis, Myers se convirtió en el presidente interino del Estado Mayor Conjunto, ya que el general Hugh Shelton estaba de camino a Europa para asistir a una cumbre de la OTAN. Al llegar al Pentágono y después de reunirse con el Secretario de Defensa Donald Rumsfeld, Myers se puso de acuerdo con el Secretario Rumsfeld sobre la situación actual y los pasos a seguir. Myers asumió el mando como jefe interino del Estado Mayor Conjunto durante la mitad del día de la crisis del 11 de septiembre, hasta que el general Shelton llegó de vuelta a Washington tras abortar su vuelo a Europa a las 17:40 hora local.

## Jefe del Estado Mayor Conjunto
Myers prestó juramento como 15.º Presidente del Estado Mayor Conjunto de los Estados Unidos el 1 de octubre de 2001. Fue el principal asesor militar del Presidente, del Secretario de Defensa y del Consejo de Seguridad Nacional durante las primeras fases de la Guerra contra el terrorismo, incluida la planificación de la Operación Libertad Duradera-Afganistán y la planificación y ejecución de la invasión de Irak de 2003. Pocos días después, el 7 de octubre de 2001, se inició la Operación Libertad Duradera. Myers y el general Tommy Franks, comandante del Mando Central de los Estados Unidos, coordinaron la primera fase de la Operación Libertad Duradera. En tres meses, varios grupos terroristas radicales habían sido derribados.
Myers también apoyó la participación de la OTAN y de las fuerzas de la coalición aliada durante la Guerra contra el Terror. Como resultado de la Operación Libertad Duradera, el régimen político de Afganistán fue derrocado y se ratificó una nueva constitución en enero de 2004, que preveía la celebración de elecciones presidenciales directas el 9 de octubre de 2004.

### Operación Libertad Iraquí
Durante su mandato como Presidente, Myers también supervisó la fase inicial de la invasión de Irak. Junto con el comandante del CENTCOM, el general Tommy Franks, Myers coordinó el plan para la invasión de Irak y la reconstrucción del país, y también estableció una fuerza de trabajo conjunta combinada para centrarse en las cuestiones posteriores al conflicto en Irak. La Operación Libertad Iraquí se inició el 20 de marzo de 2003, precedida por un ataque aéreo contra el Palacio de la Paz y seguida por la Batalla de Bagdad en abril de 2003. La Operación Libertad Iraquí condujo finalmente a la caída del régimen de 24 años de Saddam Hussein y a la captura de éste el 13 de diciembre de 2003. Tras la Operación Libertad Iraquí, se estableció en Irak la Autoridad Provisional de la Coalición, a la que sucedió el Gobierno Provisional Iraquí, que presidió las elecciones parlamentarias en 2005.
Para obtener apoyo tanto en la Guerra contra el Terrorismo como en la invasión de Irak, Myers viajó a menudo al extranjero para reforzar las relaciones militares con otras naciones aliadas, como Mongolia. Fue el primer jefe del Estado Mayor Conjunto que visitó Mongolia. Myers se reunió con el presidente mongol Natsagiin Bagabandi en Ulán Bator el 15 de enero de 2004. Como resultado, Estados Unidos se ganó el apoyo del gobierno mongol y Mongolia también desplegó tropas en apoyo de la Operación Libertad Iraquí.

### Transformación militar
En febrero de 2004, el presidente haitiano Jean-Bertrand Aristide fue derrocado en un golpe de Estado, lo que provocó un conflicto en el país. Estados Unidos desplegó marines en Haití en el marco de la operación multinacional "Mañana Seguro" entre febrero y julio de 2004. El 13 de marzo, Myers visitó a las tropas estadounidenses desplegadas en Haití.
Junto con el Secretario de Defensa, Donald Rumsfeld, Myers realizó sesiones informativas semanales para la prensa en el Pentágono sobre la guerra contra el terrorismo.
Uno de los logros de Myers como Jefe del Estado Mayor Conjunto fue su empeño en la transformación del ejército de Estados Unidos. Myers orquestó cambios sustanciales en el plan del Mando de Combate Unificado de la nación tras los atentados del 11 de septiembre, lo que llevó a la creación del Comando Norte de Estados Unidos como nuevo Mando de Combate Unificado para consolidar y coordinar la defensa nacional. También debía apoyar a las autoridades locales, estatales y federales para ayudar al recién creado Departamento de Seguridad Nacional, especialmente en la respuesta a las emergencias nacionales. Tras la creación del USNORTHCOM, el NORAD también se fusionó con el USNORTHCOM y el Mando Espacial de los Estados Unidos se fusionó con el Comando Estratégico de Estados Unidos para consolidar y reforzar las misiones espaciales y de disuasión nuclear de la nación. Al igual que sus predecesores, Myers siguió promoviendo una cultura conjunta entre los servicios militares de la nación para evitar la rivalidad entre servicios.
Para hacer hincapié en la guerra contra el terrorismo, Myers creó el llamado "Plan Estratégico Militar Nacional para la Guerra contra el Terrorismo 2002-2005". El Plan Estratégico proporcionó una nueva orientación a los Jefes de Estado Mayor Conjunto, a los mandos regionales y a los mandos de los Comandos Combatientes Unificados para una estrategia múltiple que tenía como objetivo las redes terroristas mundiales.
El mandato de Myers como Jefe del Estado Mayor Conjunto finalizó en septiembre de 2005 y fue sucedido por el General Peter Pace, que había servido como Vicepresidente del Estado Mayor Conjunto de Myers. Myers se retiró del servicio activo el 30 de septiembre de 2005 tras más de cuarenta años de servicio activo. Su ceremonia de jubilación se celebró en Fort Myer, Virginia, y el presidente George W. Bush pronunció el discurso de jubilación.

## Jubilación y postjubilación
El 27 de septiembre de 2005, solo tres días antes de dejar su puesto de presidente, Myers dijo sobre la Guerra de Irak que "el resultado y las consecuencias de la derrota son mayores que la Segunda Guerra Mundial". Su ascenso y su etapa como Presidente se recogen en el libro del periodista del Washington Post Bob Woodward, State of Denial, así como en su propio libro Eyes on The Horizon: Serving on the Front Lines of National Security.
El 9 de noviembre de 2005, Myers recibió la Medalla Presidencial de la Libertad. Su mención dice así:
Durante cuatro décadas, el general Richard Myers ha servido a nuestra nación con honor y distinción. Voló unas 600 horas de combate en la guerra de Vietnam. Posteriormente, fue Comandante en Jefe del Mando de Defensa Aeroespacial de América del Norte y del Mando Espacial de los Estados Unidos. Como Jefe del Estado Mayor Conjunto, el General Myers desempeñó un papel fundamental en la defensa de nuestra nación, al tiempo que se dedicó al bienestar de los hombres y mujeres que visten el uniforme de las Fuerzas Armadas de los Estados Unidos. Los Estados Unidos honran al General Richard Myers por su dedicación al deber y a la patria y por sus contribuciones a la libertad y la seguridad de nuestra nación.
En 2006, Myers aceptó un nombramiento a tiempo parcial como profesor de la Fundación de Historia Militar en la Universidad Estatal de Kansas. Ese mismo año, también fue elegido miembro del Consejo de Administración de Northrop Grumman Corporation, el tercer mayor contratista de defensa del mundo. El 13 de septiembre de 2006, también se incorporó al consejo de administración de United Technologies Corporation. También forma parte de los consejos de Aon, Deere & Company, la United Service Organizations y ocupa la Cátedra Colin L. Powell de Seguridad Nacional, Liderazgo, Carácter y Ética en la Universidad Nacional de Defensa. También ha asesorado al Consejo de Salud de Defensa y ha formado parte del Consejo de Visitantes de la Escuela de Guerra del Ejército.
El 26 de julio de 2011, Myers ingresó en el Cuerpo de Entrenamiento de Oficiales de la Reserva de la Fuerza Aérea como Alumno Distinguido en una ceremonia celebrada en Maxwell AFB, Alabama, oficiada por el teniente general Allen G. Peck, comandante de la Universidad del Aire.
El 14 de abril de 2016, Myers fue seleccionado como presidente interino de la Universidad del Estado de Kansas, que comenzó el 20 de abril. El 15 de noviembre de 2016, la Junta de Regentes le retiró el título de interino y anunció que Myers se convertiría en el decimocuarto presidente de la universidad.
En la actualidad, Myers es presidente del Consejo de Administración del Medisend College of Biomedical Engineering Technology y del Programa de Veteranos General Richard B. Myers. Facultad de Tecnología de Ingeniería Biomédica de Medisend.
El 24 de mayo de 2021, Myers anunció que se retiraría de su cargo como presidente de la Universidad Estatal de Kansas a partir del 11 de febrero de 2022. Como parte de su jubilación anunciada, hizo la siguiente declaración: "Mary Jo y yo realmente amamos nuestro tiempo en K-State y el trabajo con los estudiantes, la facultad y el personal. Ser presidente de mi alma mater fue uno de los trabajos más satisfactorios que he tenido. Fue un honor ayudar a hacer avanzar a K-State en muchos frentes. Estoy agradecido por la oportunidad de trabajar con las muchas personas talentosas y dedicadas que componen la familia de K-State."